# UCI Europa Tour 2025
L'UCI Europa Tour 2025 és la vint-i-unena edició de l'UCI Europa Tour, un dels cinc circuits continentals de ciclisme de la Unió Ciclista Internacional. Està format per unes 200 proves, organitzades del 24 de gener al 19 d'octubre de 2025 a Europa.

## Equips
Els equips poden participar en les diferents curses depenent de la categoria de la prova. Per exemple, els UCI WorldTeams només poden participar en curses .1 i el seu nombre per cursa és limitat.
| Categoria | Categoria              | Equips                                                                            |
| --------- | ---------------------- | --------------------------------------------------------------------------------- |
| .1        | 1.1 (Cursa d'un dia)   | * UCI WorldTeam (màx. 50 %) * UCI ProTeam * Equip continental * Selecció nacional |
| .1        | 2.1 (Cursa per etapes) | * UCI WorldTeam (màx. 50 %) * UCI ProTeam * Equip continental * Selecció nacional |
| .2        | 1.2 (Cursa d'un dia)   | * UCI ProTeam * Equip continental * Selecció nacional * Equip regional i de club  |
| .2        | 2.2 (Cursa per etapes) | * UCI ProTeam * Equip continental * Selecció nacional * Equip regional i de club  |

## Evolució del calendari

### Gener
| Data | Cursa                         | País    | Cat. | Vencedor            | Equip                  | Ref. |
| ---- | ----------------------------- | ------- | ---- | ------------------- | ---------------------- | ---- |
| 24   | Clàssica Camp de Morvedre     | Espanya | 1.2  | Urko Berrade        | Kern Pharma            |      |
| 25   | Gran Premi Castelló           | Espanya | 1.1  | António Morgado     | UAE Team Emirates      |      |
| 26   | Gran Premi València           | Espanya | 1.1  | Marc Hirschi        | Tudor Pro Cycling Team |      |
| 29   | Trofeu Calvià                 | Espanya | 1.1  | Jan Christen        | UAE Team Emirates      |      |
| 30   | Trofeu Felanitx - Ses Salines | Espanya | 1.1  | Marijn van den Berg | EF Education-EasyPost  |      |
| 31   | Trofeu Serra de Tramuntana    | Espanya | 1.1  | Florian Stork       | Tudor Pro Cycling Team |      |

### Febrer
| Data  | Cursa                                  | País    | Cat. | Vencedor                         | Equip                            | Ref. |
| ----- | -------------------------------------- | ------- | ---- | -------------------------------- | -------------------------------- | ---- |
| 1     | Trofeu Port d'Andratx-Port de Pollença | Espanya | 1.1  | anul·lada per raons de seguretat | anul·lada per raons de seguretat |      |
| 1     | Gran Premi Antalya                     | Turquia | 1.2  | Wan Abdul Rahman Hamdan          | Terengganu Polygon Cycling       |      |
| 2     | Trofeu Palma                           | Espanya | 1.1  | Iúri Leitão                      | Caja Rural-Seguros RGA           |      |
| 2     | Gran Premi La Marseillaise             | França  | 1.1  | Valentin Ferron                  | Cofidis                          |      |
| 5-9   | Étoile de Bessèges                     | França  | 2.1  | Kévin Vauquelin                  | Arkéa-B&B Hotels                 |      |
| 8     | Gran Premi Aspendos                    | Turquia | 1.2  | Gerard Ledesma                   | VC Fukuoka                       |      |
| 14-16 | Tour La Provence                       | França  | 2.1  | Mads Pedersen                    | Lidl-Trek                        |      |
| 15    | Volta a Múrcia                         | Espanya | 1.1  | Fabio Christen                   | Q36.5 Pro Cycling Team           |      |
| 17    | Jaén Paraiso Interior                  | Espanya | 1.1  | Michał Kwiatkowski               | Ineos Grenadiers                 |      |
| 21    | Classic Var                            | França  | 1.1  | Christian Scaroni                | XDS Astana Team                  |      |
| 22-23 | Tour dels Alps Marítims                | França  | 2.1  | Christian Scaroni                | XDS Astana Team                  |      |
| 26-2  | O Gran Camiño                          | Espanya | 2.1  | Derek Gee                        | Israel-Premier Tech              |      |

### Març
| Data  | Cursa                                       | País          | Cat. | Vencedor               | Equip                                  | Ref. |
| ----- | ------------------------------------------- | ------------- | ---- | ---------------------- | -------------------------------------- | ---- |
| 2-3   | Visit South Aegean Islands                  | Grècia        | 2.2  | Alexander Arnt Hansen  | Airtox-Carl Ras                        |      |
| 4     | Le Samyn                                    | Bèlgica       | 1.1  | Mathieu van der Poel   | Alpecin-Deceuninck                     |      |
| 5     | Trofej Umag-Umag Trophy                     | Croàcia       | 1.2  | Matthias Schwarzbacher | UAE Emirates Gen-Z                     |      |
| 8     | Gran Premi Criquielion                      | Bèlgica       | 1.1  | Matteo Moschetti       | Q36.5 Pro Cycling Team                 |      |
| 8     | Tour des 100 Communes                       | França        | 1.2  | Matthew Brennan        | Visma-Lease a Bike Development         |      |
| 8     | Gran Premi de Rodes                         | Grècia        | 1.2  | Marcin Budziński       | ATT Investments                        |      |
| 9     | Poreč Trophy                                | Croàcia       | 1.2  | Matteo Milan           | Lidl-Trek Future Racing                |      |
| 9     | Gran Premi de Lillers-Souvenir Bruno Comini | França        | 1.2  | Matthew Brennan        | Visma-Lease a Bike Development         |      |
| 9     | Gran Premi Jean-Pierre Monseré              | Bèlgica       | 1.1  | Alexys Brunel          | Team TotalEnergies                     |      |
| 9     | Dorpenomloop Rucphen                        | Països Baixos | 1.2  | Milan De Ceuster       | Lotto Development                      |      |
| 13-16 | Volta a Rodes                               | Grècia        | 2.2  | Pierre-Henry Basset    | XDS Astana Development                 |      |
| 13-16 | Istrian Spring Trophy                       | Croàcia       | 2.2  | Adrien Boichis         | Red Bull-Bora-Hansgrohe Rookies        |      |
| 15    | Elfstedenrace                               | Països Baixos | 2.1  | anul·lada              | anul·lada                              |      |
| 16    | La Popolarissima                            | Itàlia        | 1.2  | Ivan Smirnov           | XDS Astana Development                 |      |
| 22    | Clàssica Loira Atlàntic                     | França        | 1.1  | anul·lada              | anul·lada                              |      |
| 23    | Clàssica da Arrabida-Cyclin'Portugal        | Portugal      | 1.2  | Luca Giaimi            | UAE Emirates Gen-Z                     |      |
| 23    | Gran Premi Cholet-País del Loira            | França        | 1.1  | Lukáš Kubiš            | Unibet Tietema Rockets                 |      |
| 23    | Gran Premi Slovenian Istria                 | Eslovènia     | 1.2  | Michiel Coppens        | BEAT Cycling Club                      |      |
| 23    | Grand Premi Apollon                         | Turquia       | 1.2  | Bartosz Rudyk          | Monogo Lubelskie Perła Polski          |      |
| 25-29 | Setmana Internacional de Coppi i Bartali    | Itàlia        | 2.1  | Ben Tulett             | Team Visma Lease a Bike                |      |
| 26-30 | Volta a l'Alentejo                          | Portugal      | 2.2  | Noah Hobbs             | EF Education-Aevolo                    |      |
| 26-30 | Olympia's Tour                              | Països Baixos | 2.2  | Antoine L'Hote         | Decathlon AG2R La Mondiale Development |      |
| 27    | GP Brda-Collio                              | Eslovènia     | 1.2  | Marcin Budziński       | ATT Investments                        |      |
| 30    | Gran Premi Adria Mobil                      | Eslovènia     | 1.2  | Žak Eržen              | Bahrain Victorious Development         |      |
| 30    | Roue Tourangelle                            | França        | 1.1  | Erlend Blikra          | Uno-X Mobility                         |      |

### Abril
| Data  | Cursa                                      | País                 | Cat. | Vencedor                  | Equip                           | Ref. |
| ----- | ------------------------------------------ | -------------------- | ---- | ------------------------- | ------------------------------- | ---- |
| 2     | París-Camembert                            | França               | 1.1  | Lander Loockx             | Unibet Tietema Rockets          |      |
| 2-6   | Volta a Grècia                             | Grècia               | 2.1  | Harold Martín López       | XDS Astana Team                 |      |
| 4     | Ruta Adélie de Vitré                       | França               | 1.1  | Stian Fredheim            | Uno-X Mobility                  |      |
| 5     | Volta Limburg Classic                      | Països Baixos        | 1.1  | Dion Smith                | Intermarché-Wanty               |      |
| 5     | Boucle de l'Artois                         | França               | 1.2  | Lewis Bower               | Groupama-FDJ Continentale       |      |
| 6     | Gran Premi Syedra Ancient City             | Turquia              | 1.2  | Stefan de Bod             | Terengganu Polygon              |      |
| 8-11  | Région Pays de la Loire Tour               | França               | 2.1  | Kévin Vauquelin           | Arkéa-B&B Hotels                |      |
| 9-13  | Circuit de les Ardenes                     | França               | 2.2  | Brady Gilmore             | Israel Premier Tech Academy     |      |
| 10-13 | Tour de Mersin                             | Turquia              | 2.2  | Stefan de Bod             | Terengganu Polygon              |      |
| 12    | Giro de la Província de Reggio de Calàbria | Itàlia               | 1.1  | Luca Colnaghi             | VF Group-Bardiani CSF-Faizané   |      |
| 13    | Ślężański Mnich-Bruki & Szutry             | Polònia              | 1.2  | Norbert Banaszek          | ATT Investments                 |      |
| 15-18 | Giro dels Abruzzos                         | Itàlia               | 2.1  | Georg Zimmermann          | Intermarché-Wanty               |      |
| 16    | Volta a Limburg (Bèlgica)                  | Bèlgica              | 1.1  | Milan Fretin              | Cofidis                         |      |
| 16-20 | Tour de Loir-et-Cher                       | França               | 2.2  | Niklas Larsen             | BHS-PL Beton Bornholm           |      |
| 18    | Classic Grand Besançon Doubs               | França               | 1.1  | Guillaume Martin-Guyonnet | Groupama-FDJ                    |      |
| 19    | Tour del Jura                              | França               | 1.1  | Guillaume Martin-Guyonnet | Groupama-FDJ                    |      |
| 20    | Tour del Doubs                             | França               | 1.1  | Mattéo Vercher            | Team TotalEnergies              |      |
| 23-26 | Belgrad-Banja Luka                         | Bòsnia i Hercegovina | 2.2  | Dušan Rajović             | Sèrbia                          |      |
| 24-27 | Volta a Astúries                           | Espanya              | 2.1  | Marc Soler                | UAE Team Emirates               |      |
| 25-1  | Tour de Bretanya                           | França               | 2.2  | Felix Ørn-Kristoff        | Wanty-Nippo-ReUz                |      |
| 27    | Rutland-Melton Cicle Classic               | Regne Unit           | 1.2  | Ben Granger               | MG.K Vis Costruzioni e Ambiente |      |
| 27    | Tour de la Província de Biella             | Itàlia               | 1.2  | Kasper Andersen           | Swatt Club                      |      |

### Maig
| Data  | Cursa                                | País          | Cat. | Vencedor               | Equip                                  | Ref. |
| ----- | ------------------------------------ | ------------- | ---- | ---------------------- | -------------------------------------- | ---- |
| 1     | Circuit del País de Waas             | Bèlgica       | 1.2  | Jensen Plowright       | Alpecin-Deceuninck Development         |      |
| 1     | Gran Premi Vorarlberg                | Àustria       | 1.2  | Jaka Marolt            | Factor Racing                          |      |
| 3     | Fletxa ardenesa                      | Bèlgica       | 1.2  | Jarno Widar            | Lotto Development                      |      |
| 3     | Gran Premi Herning                   | Dinamarca     | 1.2  | Stian Rosenlund        | Airtox-Carl Ras                        |      |
| 4     | Tour d'Overijssel                    | Països Baixos | 1.2  | anul·lada              | anul·lada                              |      |
| 4     | Famenne Ardenne Classic              | Bèlgica       | 1.1  | Max Kanter             | XDS Astana Team                        |      |
| 4     | Fyen Rundt                           | Dinamarca     | 1.2  | Daniel Stampe          | BHS-PL Beton Bornholm                  |      |
| 8     | Boucles de l'Aulne-Châteaulin        | França        | 1.1  | Ben Tulett             | Groupama-FDJ                           |      |
| 9     | Tour de Finisterre                   | França        | 1.1  | Aubin Sparfel          | Decathlon-AG2R La Mondiale             |      |
| 10    | Silesian Classic                     | Polònia       | 1.2  | Marcin Budziński       | ATT Investments                        |      |
| 10    | Sundvolden GP                        | Noruega       | 1.2  | Andreas Leknessund     | Uno-X Mobility                         |      |
| 11    | Ringerike GP                         | Noruega       | 1.2  | Sakarias Koller Løland | Uno-X Mobility                         |      |
| 11    | Radsportfest Märwil                  | Suïssa        | 1.2  | Stefan Bissegger       | Suïssa                                 |      |
| 17    | Giro Himledalen                      | Suècia        | 1.2  | Mads Andersen          | Airtox-Carl Ras                        |      |
| 18    | Circuit del Porto-Trofeu Arvedi      | Itàlia        | 1.2  | Žak Eržen              | Bahrain Victorious Development         |      |
| 18    | Volta a Colònia                      | Alemanya      | 1.1  | Matthew Brennan        | Visma-Lease a Bike Development         |      |
| 18    | Omloop der Kempen                    | Països Baixos | 1.2  | Arne Santy             | Tarteletto-Isorex                      |      |
| 23-24 | Gran Premi Beiras i Serra da Estrela | Portugal      | 2.2  | Alexis Guérin          | Anicolor/Tien 21                       |      |
| 24    | Gran Premi Santa Rita                | Itàlia        | 1.2  | Francesco Parravano    | MG.K Vis Costruzioni e Ambiente        |      |
| 24    | Veenendaal-Veenendaal                | Països Baixos | 1.1  | anul·lada              | anul·lada                              |      |
| 26    | Mercan'Tour Classic Alpes-Maritimes  | França        | 1.1  | Cristián Rodríguez     | Arkéa-B&B Hotels                       |      |
| 26-30 | Volta a Albània                      | Albània       | 2.2  | Tom Jonkmans           | Wielerploeg Groot Amsterdam            |      |
| 28-1  | Fletxa del Sud                       | Luxemburg     | 2.2  | Martijn Rasenberg      | Parkhotel Valkenburg                   |      |
| 28-1  | Alps Isera Tour                      | França        | 2.2  | Aubin Sparfel          | Decathlon AG2R La Mondiale Development |      |
| 29    | Circuit de Valònia                   | Bèlgica       | 1.1  | anul·lada              | anul·lada                              |      |
| 29-31 | Volta a Estònia                      | Estònia       | 2.1  | Marcus Sander Hansen   | BHS-PL Beton Bornholm                  |      |
| 29-1  | Volta a l'Alta Àustria               | Àustria       | 2.2  | Edgar Cadena           | Petrolike                              |      |

### Juny
| Data  | Cursa                          | País          | Cat. | Vencedor                        | Equip                           | Ref. |
| ----- | ------------------------------ | ------------- | ---- | ------------------------------- | ------------------------------- | ---- |
| 2     | Trofeu Alcide Degasperi        | Itàlia        | 1.2  | Diego Bracalente                | MBH Bank Ballan CSB             |      |
| 4-8   | Tour de Lituània               | Lituània      | 2.2  | Martin Laas                     | Quick Pro Team                  |      |
| 5-8   | Ronda de l'Oise                | França        | 2.2  | Anul·lada per causes financeres | Anul·lada per causes financeres |      |
| 5-8   | Małopolski Wyścig Górski       | Polònia       | 2.2  | Alexander Konychev              | Team Vorarlberg                 |      |
| 7     | Fletxa de Heist                | Bèlgica       | 1.1  | Paul Magnier                    | Soudal Quick-Step               |      |
| 9     | Antwerp Port Epic              | Bèlgica       | 1.1  | Timo Kielich                    | Alpecin-Deceuninck              |      |
| 9     | París-Troyes                   | França        | 1.2  | Juan David Sierra               | Tudor Pro Cycling U23           |      |
| 11-15 | ZLM Tour                       | Països Baixos | 2.1  | anul·lada                       | anul·lada                       |      |
| 13    | Gran Premi del cantó d'Argòvia | Suïssa        | 1.1  | Neilson Powless                 | EF Education-EasyPost           |      |
| 15    | Elfstedenronde                 | Bèlgica       | 1.1  | Paul Magnier                    | Soudal Quick-Step               |      |
| 18-21 | Ruta d'Occitània               | França        | 2.1  | Nicolas Prodhomme               | Decathlon-AG2R La Mondiale      |      |
| 22    | Andorra MoraBanc Clàssica      | Andorra       | 1.1  | Mattias Skjelmose               | Lidl-Trek                       |      |
| 24    | Giro dels Apenins              | Itàlia        | 1.1  | Diego Ulissi                    | XDS Astana Team                 |      |

### Juliol
| Data  | Cursa                                                                            | País          | Cat. | Vencedor            | Equip                              | Ref. |
| ----- | -------------------------------------------------------------------------------- | ------------- | ---- | ------------------- | ---------------------------------- | ---- |
| 2     | Trofeu de la vila de Brèscia                                                     | Itàlia        | 1.2  | Giovanni Bortoluzzi | General Store-Essegibi-F.lli Curia |      |
| 2-5   | Cursa de Solidarność i els Atletes Olímpics                                      | Polònia       | 2.2  | Marceli Bogusławski | ATT Investments                    |      |
| 3-6   | Sibiu Cycling Tour                                                               | Romania       | 2.1  | Matthew Riccitello  | Israel-Premier Tech                |      |
| 5     | Gran Premi Kahramanmaraş                                                         | Turquia       | 1.2  | Nikifóros Arvanítou | Grècia                             |      |
| 6     | Midden-Brabant Poort Omloop                                                      | Països Baixos | 1.2  | Timo de Jong        | VolkerWessels                      |      |
| 6     | Gran Premi Edebiyat Yolu                                                         | Turquia       | 1.2  | Nikifóros Arvanítou | Grècia                             |      |
| 6     | Giro del Medio Brenta                                                            | Itàlia        | 1.2  | Filippo Turconi     | VF Group-Bardiani CSF-Faizané      |      |
| 6     | Gran Premi de la vila de Nogent-sur-Oise                                         | França        | 1.2  | anul·lada           | anul·lada                          |      |
| 9-13  | Volta a Àustria                                                                  | Àustria       | 2.1  | Isaac del Toro      | UAE Team Emirates                  |      |
| 10-13 | Gran Premi Internacional de ciclisme de Torres Vedras - Trofeu Joaquim Agostinho | Portugal      | 2.2  | Alexis Guérin       | Anicolor-Tien 21                   |      |
| 12    | Visegrad 4 Kerekparverseny                                                       | Hongria       | 1.2  | Dario Igor Belletta | Solme-Olmo                         |      |
| 13    | Visegrad 4 Bicycle Race-GP Slovakia                                              | Eslovàquia    | 1.2  | Cesare Chesini      | MBH Bank Ballan CSB                |      |
| 20    | Visegrad 4 Bicycle Race-GP Poland                                                | Polònia       | 1.2  | Norbert Banaszek    | ATT Investments                    |      |
| 21    | Clàssica Terres de l'Ebre                                                        | Catalunya     | 1.2  | Isaac del Toro      | UAE Team Emirates                  |      |
| 22    | Memorial Andrzej Trochanowski                                                    | Polònia       | 1.2  | Marceli Bogusławski | ATT Investments                    |      |
| 23-26 | Dookoła Mazowsza                                                                 | Polònia       | 2.2  | Šimon Vaníček       | ATT Investments                    |      |
| 25    | Clàssica d'Ordizia                                                               | Espanya       | 1.1  | Igor Arrieta        | UAE Team Emirates                  |      |
| 27    | Volta a Castella i Lleó                                                          | Espanya       | 1.1  | Haimar Etxeberria   | Kern Pharma                        |      |
| 27    | Puchar MON                                                                       | Polònia       | 1.2  | Bartłomiej Proć     | Run & Race-Wibatech                |      |
| 27    | Gran Premi de la vila de Pérenchies                                              | França        | 1.2  | Toon Vandebosch     | Alpecin-Deceuninck Development     |      |
| 30-3  | Tour d'Alsàcia                                                                   | França        | 2.2  | Markel Beloki       | EF Education-Aevolo                |      |

### Agost
| Data  | Cursa                          | País          | Cat. | Vencedor             | Equip                      | Ref. |
| ----- | ------------------------------ | ------------- | ---- | -------------------- | -------------------------- | ---- |
| 1-10  | Tour de Guadeloupe             | França        | 2.2  | Andrés Camilo Ardila | Nu Colombia                |      |
| 2-4   | Kreiz Breizh Elites            | França        | 2.2  | Finn Crockett        | VolkerWessels              |      |
| 3     | Circuit de Getxo               | Espanya       | 1.1  | Isaac del Toro       | UAE Team Emirates          |      |
| 6-8   | Tour de l'Ain                  | França        | 2.1  | Cian Uijtdebroeks    | Team Visma-Lease a Bike    |      |
| 6-17  | Volta a Portugal               | Portugal      | 2.1  | Artiom Nitx          | Anicolor/Tien 21           |      |
| 7-9   | Tour de Szeklerland            | Romania       | 2.2  | Dominik Neuman       | ATT Investments            |      |
| 14-17 | Czech Tour                     | Txèquia       | 2.1  | Junior Lecerf        | Soudal Quick-Step          |      |
| 16    | Memorial Henryk Łasak          | Polònia       | 1.2  | anul·lada            | anul·lada                  |      |
| 17    | Memoriał Jana Magiery          | Polònia       | 1.2  | anul·lada            | anul·lada                  |      |
| 17    | Polynormande                   | França        | 1.1  | Nicolas Prodhomme    | Decathlon-AG2R La Mondiale |      |
| 19-22 | Tour del Llemosí               | França        | 2.1  |                      |                            |      |
| 21-24 | Baltic Chain Tour              | Estònia       | 2.2  |                      |                            |      |
| 24    | Gran Premi Çankiri             | Turquia       | 1.2  |                      |                            |      |
| 26-29 | Tour de Poitou-Charentes       | França        | 2.1  |                      |                            |      |
| 27    | Muur Classic Geraardsbergen    | Bèlgica       | 1.1  |                      |                            |      |
| 27-30 | Tour of Route Salvation        | Turquia       | 2.2  |                      |                            |      |
| 29    | GP Gorenjska                   | Eslovènia     | 1.2  | anul·lada            | anul·lada                  |      |
| 30    | Slag om Norg                   | Països Baixos | 1.2  |                      |                            |      |
| 31    | Ronde van de Achterhoek        | Països Baixos | 1.2  |                      |                            |      |
| 31    | Gran Premi de Plouay           | França        | 1.2  |                      |                            |      |
| 31    | Gran Premi Kranj               | Eslovènia     | 1.2  |                      |                            |      |
| 31    | Gran Premi del Somme           | França        | 1.2  |                      |                            |      |
| 31    | Gran Premi de la vila de Halle | Bèlgica       | 1.2  |                      |                            |      |

### Setembre
| Data  | Cursa                        | País          | Cat. | Vencedor | Equip | Ref. |
| ----- | ---------------------------- | ------------- | ---- | -------- | ----- | ---- |
| 4-6   | Tour du Kosovo               | Kosovo        | 2.2  |          |       |      |
| 4-7   | Okolo Jižních Čech           | Txèquia       | 2.2  |          |       |      |
| 4-7   | Tour d'Istanbul              | Turquia       | 2.1  |          |       |      |
| 4-7   | Giro del Friül-Venècia Júlia | Itàlia        | 2.2  |          |       |      |
| 10    | Giro de Toscana              | Itàlia        | 1.1  |          |       |      |
| 10-14 | Volta a Romania              | Romania       | 2.2  |          |       |      |
| 13    | Memorial Marco Pantani       | Itàlia        | 1.1  |          |       |      |
| 14    | Gran Premi Rik Van Looy      | Bèlgica       | 1.2  |          |       |      |
| 14    | Trofeu Matteotti             | Itàlia        | 1.1  |          |       |      |
| 17-21 | Volta a Eslovàquia           | Eslovàquia    | 2.1  |          |       |      |
| 18-21 | Volta a Sèrbia               | Sèrbia        | 2.2  |          |       |      |
| 19    | Campionat de Flandes         | Bèlgica       | 1.1  |          |       |      |
| 21    | Gooikse Pijl                 | Bèlgica       | 1.1  |          |       |      |
| 21    | Gran Premi d'Isbergues       | França        | 1.1  |          |       |      |
| 21    | Giro de la Romanya           | Itàlia        | 1.1  |          |       |      |
| 24    | Circuit de Houtland          | Bèlgica       | 1.1  |          |       |      |
| 26    | Tour de la Mirabelle         | França        | 1.2  |          |       |      |
| 27    | Gran Premi Pino Cerami       | Bèlgica       | 1.2  |          |       |      |
| 27    | Arno Wallaard Memorial       | Països Baixos | 1.2  |          |       |      |
| 28    | París-Chauny                 | França        | 1.1  |          |       |      |
| 30-5  | Volta a Croàcia              | Croàcia       | 2.1  |          |       |      |

### Octubre
| Data  | Cursa                      | País          | Cat. | Vencedor | Equip | Ref. |
| ----- | -------------------------- | ------------- | ---- | -------- | ----- | ---- |
| 5     | Coppa Agostoni             | Itàlia        | 1.1  |          |       |      |
| 7     | Binche-Chimay-Binche       | Bèlgica       | 1.1  |          |       |      |
| 7     | Coppa Città di San Daniele | Itàlia        | 1.2  |          |       |      |
| 11    | Tour de Vendée             | França        | 1.1  |          |       |      |
| 13    | Trofeu Baracchi            | Itàlia        | 1.1  |          |       |      |
| 14-19 | Volta als Països Baixos    | Països Baixos | 2.1  |          |       |      |
| 19    | Crono de les Nacions       | França        | 1.1  |          |       |      |